# Tripleurospermum melanolepis
Tripleurospermum melanolepis là một loài thực vật có hoa trong họ Cúc. Loài này được (Boiss. & Buhse) Pobed. miêu tả khoa học đầu tiên năm 1960.